# Punta Cuatro Romano

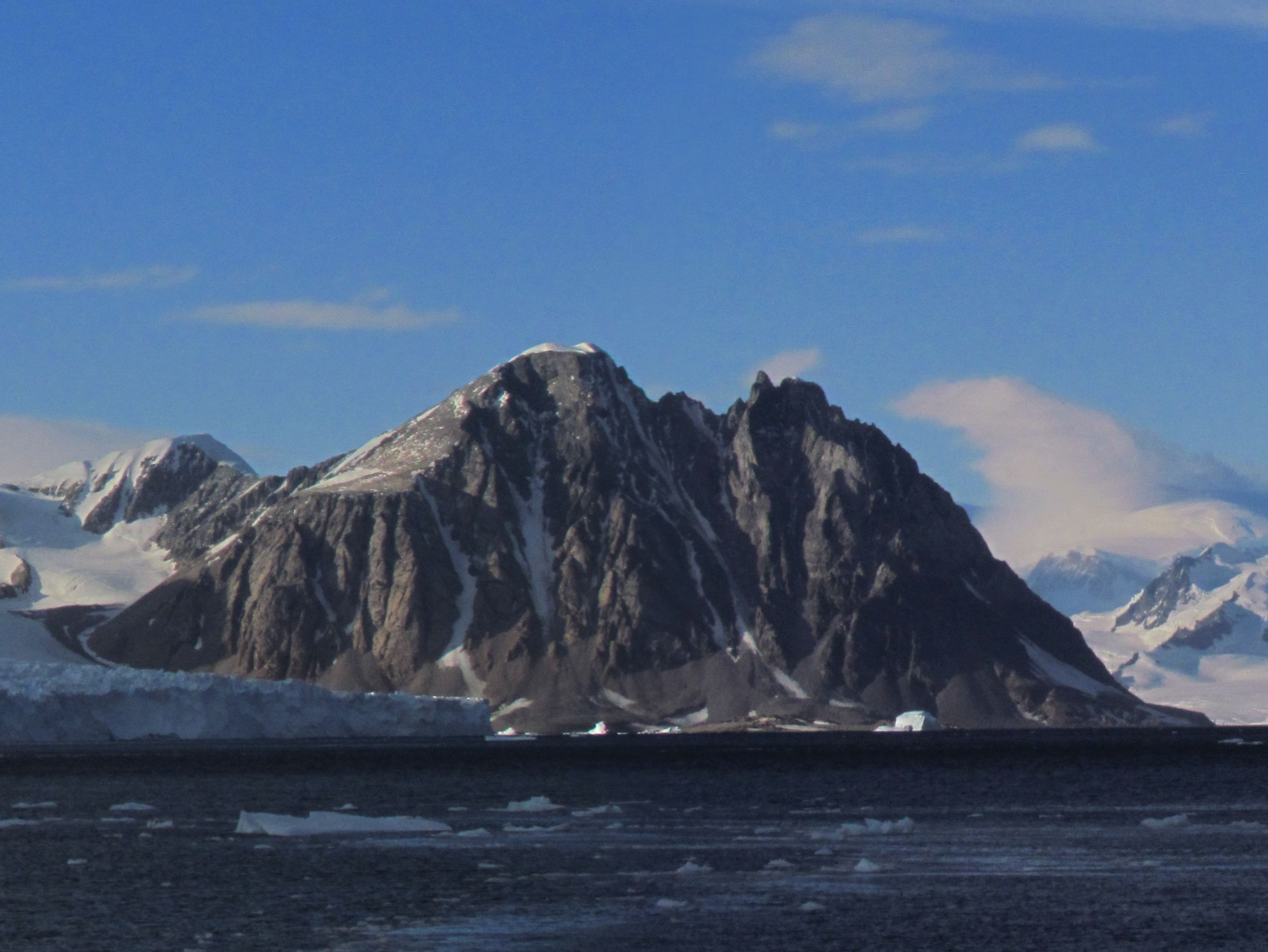
Promontorio Cuatro Romano visto desde Base San Martín, 2011.

El promontorio Cuatro Romano (o punta Cuatro Romano) es una montaña ubicada al sur de la bahía Margarita, en la costa oeste de la península Antártica. Posee una altura de 878 m sobre el nivel del mar.
Fue cartografiado por primera vez por la expedición británica de 1934-1937. El nombre se debe a unas hendiduras en la ladera de la montaña que tienen la apariencia de un IV romano y fue puesto por el personal de la Base Este estadounidense durante los años 1939-1941.